# Pluchea arabica
Pluchea arabica là một loài thực vật có hoa trong họ Cúc. Loài này được (Boiss.) Qaiser & Lack miêu tả khoa học đầu tiên năm 1986.